# Соколов, Григорий Липманович
Григо́рий Ли́пманович Соколо́в (род. 18 апреля 1950, Ленинград) — советский и российский пианист, педагог, профессор Ленинградской консерватории (1986—1990). Народный артист РСФСР (1988).
С 1990 года по настоящее время живёт в Кастель-д’Аццано, провинция Верона, Италия.

## Биография
Родился в Ленинграде в семье Липмана Гиршевича Соколова (1905—1979) и Галины Николаевны Зеленецкой (1916—1985). Отец работал на радиоаппаратном заводе имени Н. Г. Козицкого и был скрипачом-любителем.

### Образование и педагогическая деятельность
Начал обучение музыке в возрасте пяти лет, а в семь был принят в специальную музыкальную школу при Ленинградской консерватории по классу фортепиано. Обучался специальности у Л. И. Зелихман. С первым сольным концертом выступил в 12 лет.
В 1973 году окончил Ленинградскую консерваторию по классу профессора М. Я. Хальфина.
В 1975—1990 годах преподавал в Ленинградской консерватории имени Н. А. Римского-Корсакова (с 1986 года — профессор).

### Победа на III Международном конкурсе имени П. И. Чайковского

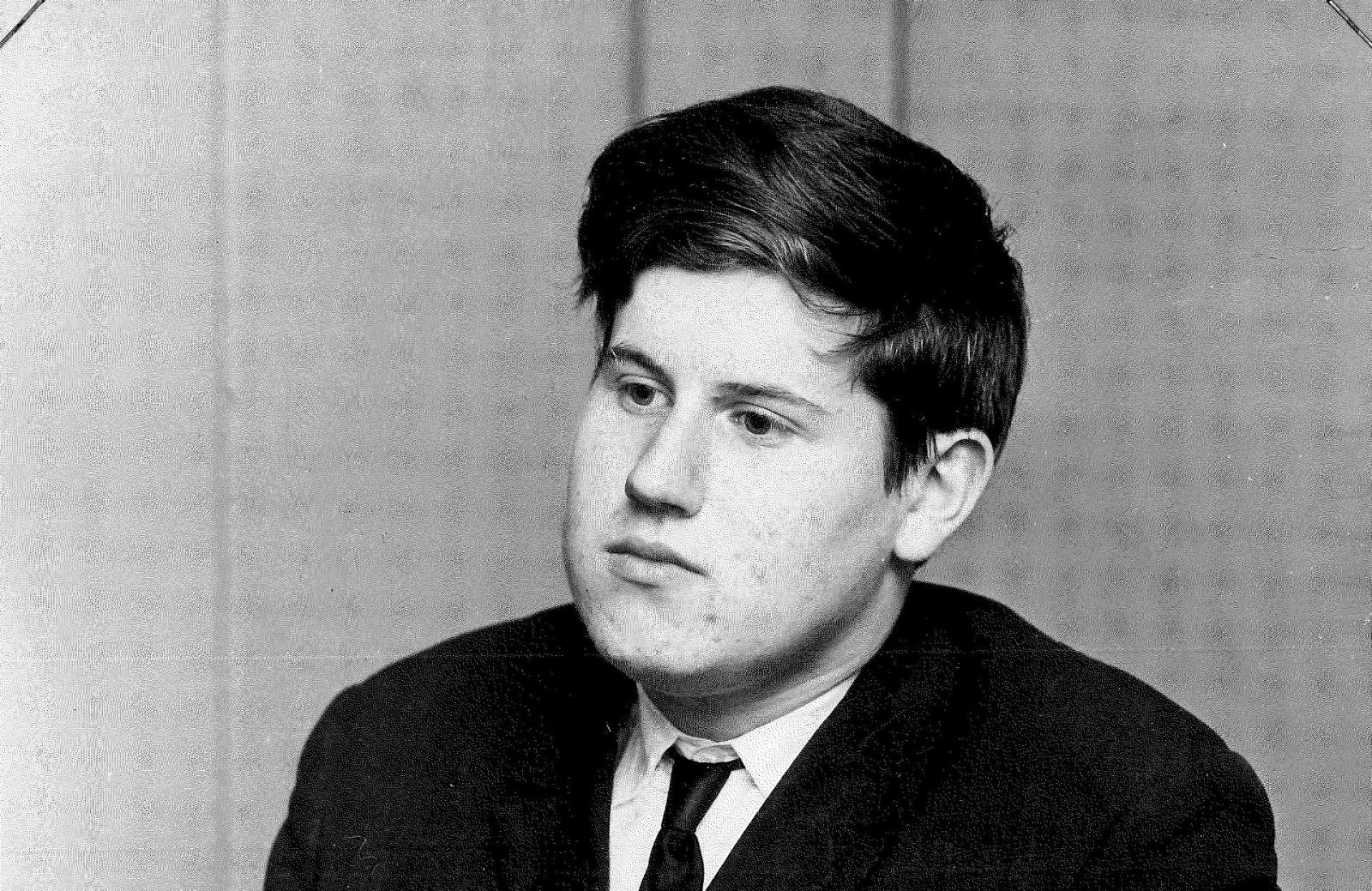
Соколов в 1967 году

В 1966 году 16-летний ленинградский девятиклассник Григорий Соколов сенсационно стал победителем третьего Международного конкурса имени П. И. Чайковского. За присуждение первой премии Соколову проголосовало 16 членов жюри, за Мишу Дихтера (США) — 3, за Эдуарда Ауэра (США) — 1. Как вспоминал современник события, музыковед Александр Яблонский, в кулуарах конкурса циркулировала информация, что на первой премии Соколову настоял председатель жюри пианистов Эмиль Гилельс. По мнению музыковеда, «Гилельс лучше всех понял степень дарования и мастерства мальчика, единственный предугадал его великую будущность и „не скрыл“ своего предвидения, но решение принимал не он один».
С тех пор Григорий Соколов не принимал участия ни в каких конкурсах и считает это необязательным для музыканта.

### Творческая карьера
С 1970-х годов Григорий Соколов концертирует по всему миру, предпочитая гастроли в Европе. С середины 2000-х годов отказался от выступлений с оркестрами и даёт исключительно сольные концерты.
В 2003 и 2004 годах дважды подряд был удостоен Премии Франко Аббьяти. В 2008 году Григорию Соколову была присуждена премия Артуро Бенедетти Микеланджели.
В 2009 году был избран членом Шведской королевской музыкальной академии.
В 2010 году резонанс в музыкальной прессе и у меломанов получило выступление Соколова на музыкальном фестивале в Зальцбурге, участником которого он является ежегодно с 2008 года.
Григорий Соколов отказался от премии Cremona Music Award 2015 года, не желая находиться в одном списке премированных с Норманом Лебрехтом. Причиной стала заметка на сайте Лебрехта о семье Соколова (2014).
Подавляющее большинство сольных концертов Соколова проходят в Европе. Ежегодно[когда?] из Италии (с 1990 года Соколов живёт в Кастель-д’Аццано) пианист приезжает и в Россию. В апреле 2017 и 2018 годах внимание меломанов привлекли единственные концерты Григория Соколова в Санкт-Петербурге.
Соколов не выступает в Москве с 1998 года.
5 июля 2022 года стал натурализованным гражданином Испании.
Свободно владеет немецким, итальянским и английским языками.

## Творчество
«Дирижёры подразделяются на три категории. С одними приятно играть — это очень маленькая категория. Это минимум дирижёров. Дирижёры, которые не мешают — это достаточно большая по количеству часть всех дирижёров. И дирижёры, которые активно мешают. Дирижёры, любящие музыку, — это большая редкость».

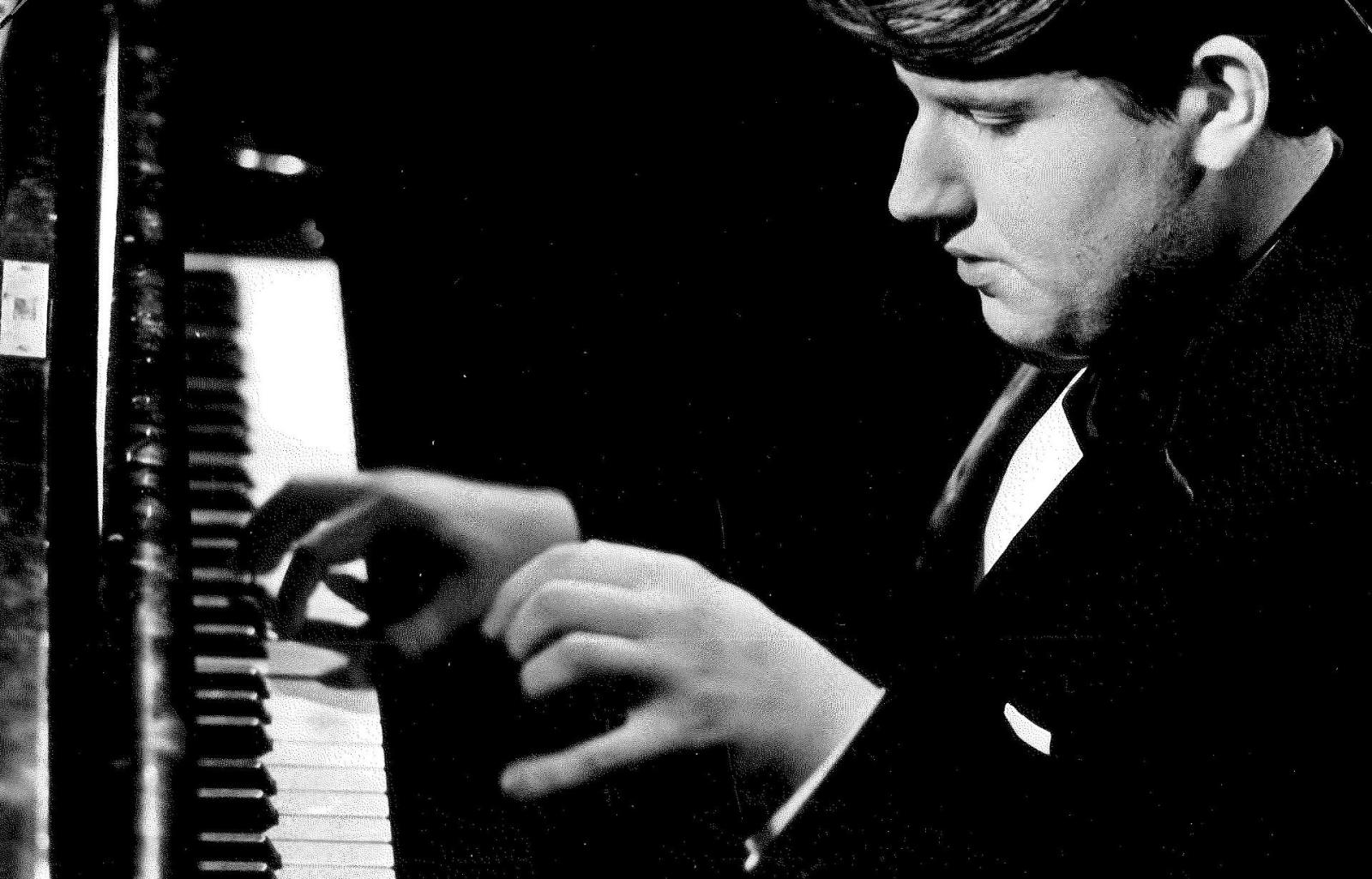
Во время концерта в Финляндии

Григорий Соколов отличается виртуозной техникой, яркой индивидуальностью, глубиной интерпретаций. Предпочитает сольные концерты, но иногда выступает с оркестром. Дает около 80 концертов в год, меняя программу дважды. Записывается крайне редко. Предпочитает записи с концертов студийным.
Музыковед Леонид Гаккель, оценивая концерт Соколова в Малом зале имени Глинки Петербургской филармонии, заявил: «в России 96-го года творит великий пианист».
По мнению пианистки Александры Юозапенайте, пианизм Соколова — это «счастливое сочетание двух миров: европейской рафинированности, упорядоченности и гармонии, а также контролируемой изнутри славянской эмоциональности, не переливающейся через край и благородной. Оба мира идеально уживаются между собой в зрелом и опытном художнике».
Введён в Зал славы журнала Gramophone.
Пианист и дирижёр Михаил Шехтман поставил Григория Соколова в один ряд с классиками жанра Сергеем Рахманиновым, Артуром Рубинштейном, Владимиром Горовицем, Эмилем Гилельсом, а из ныне живущих — с Мюрреем Перайя.

## Личная жизнь
Жена — Инна Яковлевна Соколова (в девичестве Штутина, 1929—2013). Работала в кабинете звукозаписи Санкт-Петербургской консерватории. Её стихи прозвучали в документальном фильме Надежды Ждановой телеканала «Культура» «Григорий Соколов. Разговор, которого не было», посвящённом Инне Соколовой .

## Звания
- Народный артист РСФСР (1988)
- Заслуженный артист РСФСР (1983)
- Член Шведской королевской музыкальной академии (2009)